# 샤를 페르디낭 라뮈
샤를 페르디낭 라뮈(프랑스어: Charles Ferdinand Ramuz, 1878년 9월 24일 ~ 1947년 5월 23일)는 스위스의 시인이자 작가이다. 또한 샤를 페르디낭 라뮈는 프랑스어권 지역인 로잔 출신으로, 인간의 희망과 욕망을 그리는 다수의 시와 소설과 수필들을 썼다. 1997년에 발행된 200 스위스 프랑 지폐에는 샤를 페르디낭 라뮈의 초상과 샤를 페르디낭 라뮈의 글씨가 실려 있다.